# カステルヌオーヴォ・スクリーヴィア
カステルヌオーヴォ・スクリーヴィア（伊: Castelnuovo Scrivia）は、イタリア共和国ピエモンテ州アレッサンドリア県にある、人口約5,000人の基礎自治体（コムーネ）。

## 地理

### 位置・広がり
| 隣接するコムーネは以下の通り。括弧内のPVはパヴィーア県所属を示す。 - アルツァーノ・スクリーヴィア - カゼイ・ジェローラ (PV) - グアッツォーラ - イーゾラ・サンタントーニオ - モリーノ・デイ・トルティ - ポンテクローネ - サーレ - トルトーナ |

### 地震分類
イタリアの地震リスク階級 (it) では、3 に分類される
。

## 行政

### 分離集落
カステルヌオーヴォ・スクリーヴィアには、以下の分離集落（フラツィオーネ）がある。
- Gerbidi, Ova, Pilastro, Secco

## 姉妹都市
- Port-Sainte-Marie、フランス
- サンタ・ドメーニカ・タラオ、イタリア